# هارتل‌پول
longitudeهارتل‌پولlatitudeهارتل‌پول
هارتل‌پول (به انگلیسی: Hartlepool) شهری در کشور انگلستان است که این کشور خود بخشی از بریتانیا محسوب می‌شود. این شهر در سال ۱۹۹۱ میلادی ۸۷٫۳۱۰ نفر جمعیت داشته و در سرشماری سال ۲۰۰۱ جمعیت آن به ۸۶٫۰۷۵ نفر رسیده‌است. میزان رشد سالانهٔ جمعیت هارتل‌پول ‎۰٫۲۷ درصد می‌باشد و جمعیت این شهر در سال ۲۰۱۲ به ۸۸٫۶۹۷ نفر تغییر یافت.